# 帕乔雷
帕乔雷（Pachore），是印度中央邦Rajgarh县的一个城镇。总人口20940（2001年）。

## 人口
该地2001年总人口20940人，其中男性11060人，女性9880人；0—6岁人口3480人，其中男1884人，女1596人；识字率58.71%，其中男性为67.96%，女性为48.35%。